# Kaguya (ratón)
Kaguya (かぐや o también 輝夜) era un ratón hembra con dos progenitoras del mismo sexo. El nombre, que significa Luz Brillante, lo recibió en honor de una princesa del folclore japonés.

## El proceso de "partenogenesis"
Un proceso llamado haploidización es usado para remover uno de los dos juegos de cromosomas de algunas células dejándolas con solo uno, igual que las gametas normales. Los investigadores liderados por Tomohiro Kono en la Universidad de Agricultura de Tokio usaron células de dos ratones hembra diferentes y las combinaron para hacer un único animal individual. Normalmente esto no sería posible debido a que la impronta genética requiere genes heredados del padre para el desarrollo placentario normal. Fueron capaces de tener éxito usando un óvulo de una madre inmadura, reduciendo así la impronta genética, y modificándolo para expresar el gen Igf2, el cual normalmente solo es expresado por la copia paterna del gen. Incluso con esto, solo dos de los 470cigotos se desarrollaron a la madurez.

### No es un clon
Este no es un animal clonado porque son utilizadas células de dos individuos. La investigación se refiere al proceso como Partenogénesis  "La meta de nuestro estudio era descubrir por qué el esperma y los óvulos era requeridos para el desarrollo en mamíferos," dijo Kono.
El ratón Kaguya luego dio a luz a descendencia con paternidad convencional.